# Bombala (cratera)
Bombala é uma cratera marciana. Tem como característica 38.1 quilômetros de diâmetro. Deve o seu nome a Bombala, uma localidade em Nova Gales do Sul, na Austrália.